# Terroirs & Vignerons de Champagne
L'union de coopératives Terroirs & Vignerons de Champagne (TEVC) est la première union de producteurs de Champagne. Il regroupe 84 coopératives représentant plus de 5 000 vignerons. C'est le résultat de la fusion du Centre Vinicole – Champagne Nicolas Feuillatte (CV-CNF) et de la Coopérative Régionale des Vins de Champagne Castelnau (CRVC) en décembre 2021.
Elle est située sur la commune de Chouilly, sur la route de Pierry, sur une colline dominant l'agglomération d'Épernay.

## Historique

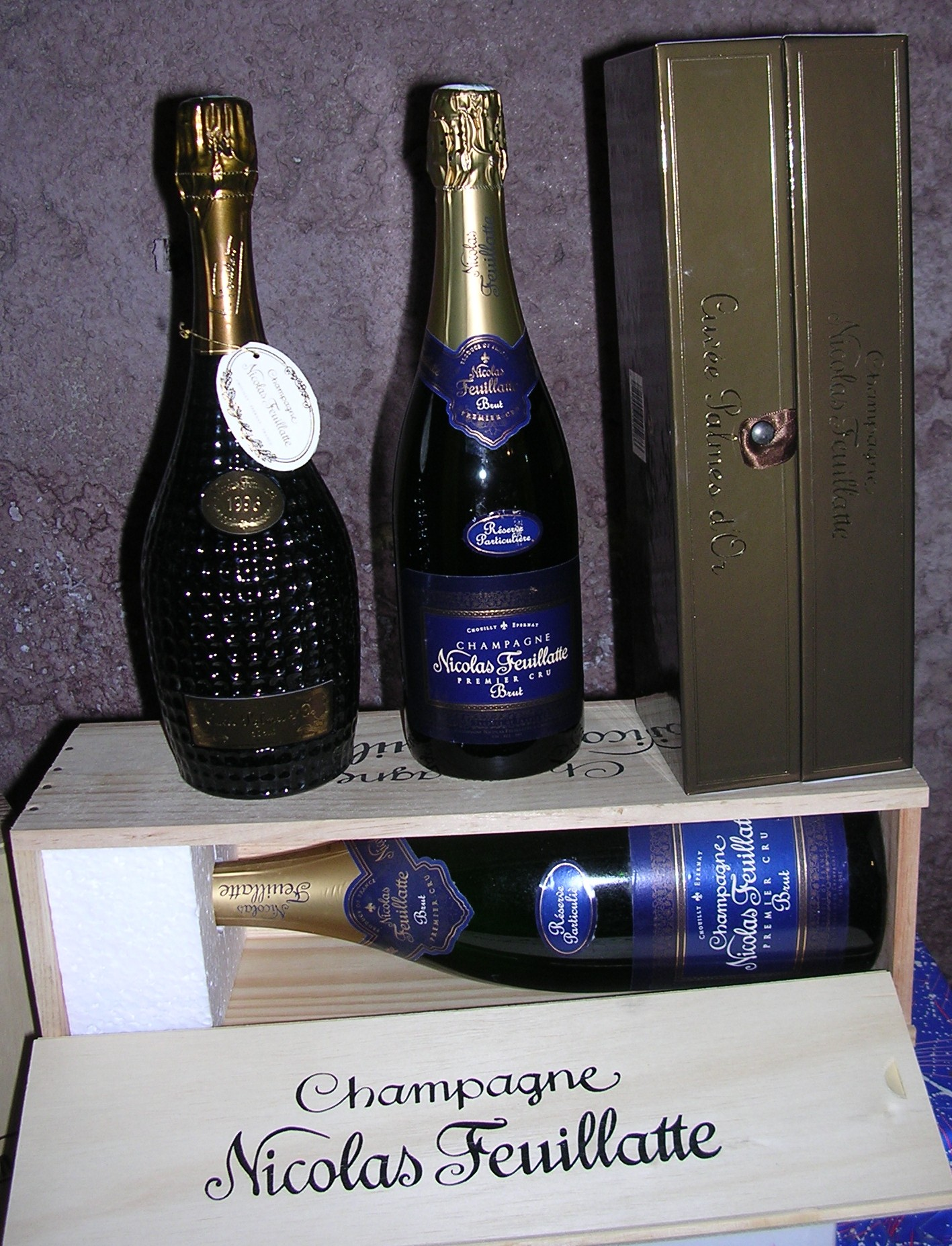
Bouteilles Nicolas Feuillatte.

### Centre vinicole - Champagne Nicolas Feuillatte (CV-CNF)
Le CV - CNF a été fondé par Henri Macquart, en 1972, comme unité de stockage et de vinification au service des viticulteurs, fédérés autour de pressoirs coopératifs ou particuliers.
L'idée de la création d'un centre vinicole s'est imposée après la grosse récolte de 1970 qui a mis en évidence l'insuffisance des capacités de stockage de la Champagne. En 1986, soucieux d'assurer la pérennité de son entreprise alors en rupture d'approvisionnement, Nicolas Feuillatte cède sa marque à la première union de producteurs de Champagne, le Centre vinicole de la Champagne (CVC). Le CVC ajoute ainsi une activité commerciale à sa vocation de production.
Depuis cette date, le Centre vinicole de la Champagne est propriétaire de la marque et en assure l'élaboration, l'image et la commercialisation. Les Champagnes Nicolas Feuillatte ne sont donc pas produits au sein d'un groupe détenu par des financiers. Des années 1970 jusqu'en 1990, la marque connaît un développement rapide. Les expéditions passent de 500 000 bouteilles en 1986 à 1 200 000 bouteilles en 1989.
Nicolas Feuillatte est en 2008 la 3e marque en Champagne et le 7e exportateur de l'appellation. Elle commercialise 8,3 millions bouteilles cette année-là dont 43 % sont destinées à l'export.

### Champagne Abélé
Le CV-CNF rachète en 2019 le champagne Abélé

### TEVC
En décembre 2020, la coopérative Nicolas Feuillatte, qui possède alors un chiffre d'affaires de 212 millions d'euros, annonce le projet de fusion de ses activités avec la Coopérative Régionale des Vins de Champagne Castelnau, ayant 54 millions de chiffres d'affaires.  Cette fusion se concrétise en décembre 2021. Après le 31 décembre 2021 ce nouveau groupe porte le nom de Terroirs & Vignerons de Champagne, et commercialise les marques Abelé, Castelnau et Nicolas Feuillatte, avec 6 000 viticulteurs, 3 000 hectares.

## Administration
Présidents
- Henri Macquart (1914-2005) : 1972 à 1980 ;
- Serge Rafflin : 1980 à 1993 ;
- Alain Robert : 1993 à 2000 ;
- Sylvain Delaunois : 2000 à 2012 ;
- Véronique Blin : 2012 à 2025 ;
- Éric Potié : 2025.

## Marques
Champagne Nicolas Feuillate
- Marque d'origine du Centre vinicole. 65 % de ses ventes en valeur sont réalisées en France, avec une part de marché de 15 % dans la grande distribution.

Champagne Abelé 1757
- A été racheté en 2019.

Champagne Castelnau
Champagne Henriot
- A intégré le groupe en 2023.

## Production
Sur les 33 500 hectares en production, 2 239 hectares soit près de 7 % du vignoble champenois approvisionne le Centre Vinicole.
Sur les 140 coopératives que compte la Champagne, 84 regroupant au total 4 500 viticulteurs (56 % des apports) font partie du Centre vinicole - Champagne Nicolas Feuillatte, ainsi qu'une Union de producteurs particuliers constituée de 1 000 viticulteurs particuliers (44 % des apports).
En 2009, elle a tiré 21,6 millions de bouteilles contre 26,3 en 2008. Elle en a commercialisé 7 millions et elle en stocke 100 millions. Sa capacité de cuverie est de plus de 300 000 hl.